# Kristina Kim
Kristina Alexandrovna Kim –en ruso, Кристина Александровна Ким– (Kyzylorda, 4 de septiembre de 1987) es una deportista rusa que compitió en taekwondo. Ganó dos medallas en el Campeonato Europeo de Taekwondo, plata en 2012 y bronce en 2010.

## Palmarés internacional
| Campeonato Europeo | Campeonato Europeo       | Campeonato Europeo | Campeonato Europeo |
| Año                | Lugar                    | Medalla            | Categoría          |
| ------------------ | ------------------------ | ------------------ | ------------------ |
| 2010               | San Petersburgo (Rusia)  | Medalla de bronce  | –49 kg             |
| 2012               | Mánchester (Reino Unido) | Medalla de plata   | –49 kg             |